# Momediano
Momediano es una localidad situada en la provincia de Burgos, comunidad autónoma de Castilla y León (España), comarca de Las Merindades, partido judicial de Villarcayo, ayuntamiento de Medina de Pomar.

## Situación
Dista 14 km. de la capital del municipio, Medina de Pomar. 
Situado en la carretera provincial  BU-V-5514  entre Návagos, Paresotas y Perex.

### Comunicaciones
- Carretera:

Se accede por carretera desde Medina, partiendo desde el cruce de El Olvido  N-629  tomando la carretera autonómica  BU-551  pasando por La Cerca hasta Villamor donde en el cruce giras a la izquierda tomando la carretera provincial  BU-V-5514  dirección Oteo, Momediano es el primer pueblo por el que pasas. Continuando por dicha carretera una vez pasadas las últimas casas hay un cruce que te lleva hasta Pérex por la carretera provincial  BU-V-5507 .
- Autobús:

Hay una línea de autobús que circula entre Medina de Pomar y Quincoces de Yuso.

## Población
En 2006, contaba con 19 habitantes.

## Historia
Su nombre viene de la derivación lingüística de Monte Mediano.
Lugar de la Junta de Aforados en la Merindad de Losa perteneciente al Corregimiento de las Merindades de Castilla la Vieja, jurisdicción de realengo con regidor pedáneo.
A la caída del Antiguo Régimen queda agregado al ayuntamiento constitucional de Aforados de Losa , en el partido de Villarcayo perteneciente a la región de Castilla la Vieja. Este municipio desaparece repartiéndos sus localidades entre Junta de Oteo y Junta de Traslaloma , para posteriormente integrarse en su actual municipio de Medina de Pomar.

## Parroquia
Iglesia de San Sebastián en el Arzobispado de Burgos, arciprestazgo de Medina de Pomar . Dependen las siguientes localidades : Castresana, Castriciones, Gobantes, La Miga, Návagos, Oteo de Losa, Paresotas, Pérex de Losa, Robredo de Losa, Villabasil de Losa, Villafría de Losa y Villaventín.

## ¿Qué ver?
Es posible visitar la iglesia de San Sebastián, la bolera, la fuente con su abrevadero y el lavadero, el potro y a 2 km. en las afueras del pueblo, en la carretera que lleva a Pérex, podemos encontrar la ermita de Nuestra Señora del Castro.